# ميقونة أحادية البذور
ميقونة أحادية البذور (الاسم العلمي:Mucuna monosperma) هي نوع من النباتات تتبع جنس الميقونة من الفصيلة البقولية.